# طوني والتون
طوني والتون (بالإنجليزية: Tony Walton)‏ هو مصمم أزياء تقليدية ومخرج فني بريطاني، ولد في 24 أكتوبر 1934 في والتون أون تيمز ‏ في المملكة المتحدة.

## وصلات خارجية
- طوني والتون على موقع IMDb (الإنجليزية)
- طوني والتون على موقع ألو سيني (الفرنسية)
- طوني والتون على موقع أول موفي (الإنجليزية)
- طوني والتون على موقع قاعدة بيانات برودواي على الإنترنت (الإنجليزية)
- طوني والتون على موقع قاعدة بيانات الأفلام السويدية (السويدية)
- طوني والتون على موقع قاعدة بيانات الفيلم (الإنجليزية)
- طوني والتون على موقع كينوبويسك (الروسية)